# Service public d'information en santé
Le Service Public d’information en santé a été prévu par l’article 88 de la Loi de modernisation du système de santé français, adoptée le 26 janvier 2016. Il est mis en place progressivement depuis juin 2019.
Son objectif est de permettre à chacun de faire des choix éclairés en matière de santé et de prévention et d'avoir connaissance de l'offre de soin qui l'entoure.
Il est placé sous la responsabilité du ministère chargé de la santé. Il a pour mission la diffusion gratuite et la plus large des informations relatives à la santé et aux produits de santé, notamment à l'offre sanitaire, médico-sociale et sociale auprès du public.
Les informations diffusées par ce service sont adaptées et accessibles aux personnes en situation de handicap.
Le Service Public d'information en santé est constitué avec le concours :
- des caisses nationales d'assurance maladie
- de la Caisse nationale de solidarité pour l'autonomie
- des agences et des autorités compétentes dans le champ de la santé publique
- des agences régionales de santé

Il se compose :
- d'un site internet couplé d'une application mobile sante.fr[2] ; un moteur de recherche qui permet la recherche d'informations sur des thématiques de santé et également l'offre de santé selon le territoire du consultant
- d'une charte d'engagement qui permet de proposer des informations précises et validées et Facile à lire et à comprendre